# Romancing SaGa
Romancing SaGa (яп. ロマンシング サ・ガ, Романтика SaGa) — японська рольова гра, розроблена та випущена компанією Square для розважальної системи Super Nintendo у січні 1992 року. Пізніше, у грудні 2001 року, її було перенесено на портативну ігрову систему Wonderswan Color. У квітні 2005 року розробники випустили римейк для консолі PlayStation 2 під назвою Romancing SaGa: Minstrel Song — ця версія була вперше перекладена на англійську мову та випущена за межами Японії. У 2009 році гра стала доступною для завантаження на мобільні телефони кількох японських операторів зв'язку, а також з'явилася у сервісі Virtual Console.
Гра є четвертою в серії SaGa. Розробкою, як і у всіх попередніх випадках, керував ігровий дизайнер Акітосі Кавазу, музику до саундтреку написав композитор Кендзі Іто. Дія відбувається у вигаданому світі під назвою Мардіас, Романсинг СаГа дозволяє гравцеві вибрати одного з восьми героїв і, взявши під свій контроль, вирушити у довгу подорож по всьому світу, щоб запобігти відродженню злого бога Саруїна, щоб уникнути поганого, було запечатано тисячу років тому. Персонажі народилися в різних місцях, мають різне походження та вирушили в дорогу з власних причин. Гравець вибирає лише одну з них, але під час подорожі його доля так чи інакше перетинається з долею інших. Окрім цих восьми героїв, ви також можете залучити до команди анонімних солдатів, яких зазвичай зустрічають у пабах та під час різних квестів.
Оригінальна версія SNES була продана накладом понад мільйон примірників, а в 2006 році японський журнал Famitsu оцінив гру як 53-ту найкращу гру всіх часів у опитуванні читачів . Однак ремейк PlayStation 2 отримав неоднозначні відгуки, зокрема в Північній Америці його критикували рецензенти за надто складний, надто заплутаний ігровий процес та неоднозначний дизайн персонажів. Так, портал IGN зазначив, що Romancing SaGa буде цікавий насамперед затятим шанувальникам жанру, тоді як звичайним гравцям це, швидше за все, буде нудно . Сайт GameSpot погодився з цією думкою і негативно описав слабку історію, персонажів і незвичайний ігровий процес, назвавши при цьому музику «відмінною», а саундтрек — найкращим у всій серії. Критик 1UP.com досить високо оцінив гру, пояснивши, що гравці, які це розуміють, обов'язково будуть задоволені і проведуть багато годин за консоллю.